# Myanmarisch-osttimoresische Beziehungen
Die myanmarisch-osttimoresische Beziehungen beschreiben das zwischenstaatliche Verhältnis von Myanmar und Osttimor.

## Geschichte
Osttimor und Myanmar nahmen am 26. September 2006 diplomatische Beziehungen auf.
Der osttimoresische Friedensnobelpreisträger und damaliger Außenminister José Ramos-Horta rief wiederholt zur Freilassung der damals inhaftierten myanmarischen Friedensnobelpreisträgerin Aung San Suu Kyi auf. 2011 sagte Ramos-Horta als Staatspräsident Myanmar Unterstützung bei den Reformen des Staates zu. In Bezug auf die Verfolgung und Vertreibung der Rohingya in Myanmar nahm Ramos-Horta 2017 die nun de facto Regierungschefin teilweise in Schutz. Aung San Suu Kyi habe durchaus Position gegen die Menschenrechtsverletzungen ergriffen.
Im August 2013 besuchte eine Delegation aus Myanmar Osttimor, um sich über das Finanzsystem und im Besonderen über das Ressourcenmanagement zu informieren.
Osttimors Premierminister Xanana Gusmão besuchte Myanmar im darauffolgenden Monat.
Am 3. August 2023 erklärte Xanana Gusmão, Osttimor werde als demokratischer Staat den ASEAN nicht beitreten, solange Militärregierungen, wie in Myanmar, im Bündnis akzeptiert werden. Die Militärregierung Myanmars wies daraufhin Avelino Fernandes Ximenes Pereira, den Charge d'Affaires der osttimoresischen Botschaft aus dem Land aus.
Am 9. Dezember 2023 lud die oppositionelle National Unity Government of Myanmar (NUC) in den sozialen Netzwerken ein Video von Präsident José Ramos-Horta hoch, in dem er die myanmarischen Soldaten zur Abkehr von der Militärjunta und der Verteidigung des Volkes aufrief. Diese reagierte verärgert. Am 13. Dezember demonstrierten nationalistische Gruppen, die das Militär unterstützen, vor dem Rathaus von Yangon gegen den osttimoresischen Präsidenten. Organisiert hatte die Kundgebung der nationalistische Mönch U Pinnyar Wuntha, der bereits im November Anti-China-Demonstrationen in Yangon anführte. Regimenahe Sprecher und Medien kritisierten den Präsidenten. In Zeitungen wurde Osttimor als ein „kleines, rückständiges Land“ ohne Geschichte bezeichnet.

## Diplomatie
2016 wurde mit João Câmara von Staatspräsident Taur Matan Ruak der erste Botschafter Osttimors mit Sitz in Myanmar ernannt. Die Botschaft befindet sich in Yangon.
Myanmar unterhält in Dili keine Botschaft. Zuständig ist die Botschaft im indonesischen Jakarta.

## Wirtschaft
Myanmar ist Mitglied der ASEAN, der Osttimor beitreten möchte. 2018 registrierte das Statistische Amt Osttimors den Import von Bauteilen für Häuser von Myanmar nach Osttimor im Wert von 25 US-Dollar. Zudem gab es von Osttimor nach Myanmar Re-Exporte in Höhe von 13.000 US-Dollar (Platz 23).